# 콘헤드 대소동
《콘헤드 대소동》(영어: Coneheads)은 미국에서 제작된 스티브 배런 감독의 1993년 SF 코미디 영화이다. 댄 애크로이드, 제인 커틴 등이 출연하였고, 론 마이클스 등이 제작에 참여하였다.

## 줄거리
원뿔(cone) 형태 머리뼈를 지닌 외계인 벨다와 프라이맷은 지구 정복 준비를 위한 정찰 활동 중 주방위군에게 발견돼 격추된다. 구조선을 기다리는 사이 이들은 뉴저지주 교외에서 거주하며 인간들과 동화되어 살아가기 위해 노력하고 딸 코니도 낳아 기른다. 하지만 이민귀화국(INS)은 이들을 수상히 여겨 조사에 들어가고, 여전히 지구 침략을 꿈꾸는 고향 별에선 이들의 충성심을 의심한다.

## 출연
- 댄 애크로이드 - 벨다 클로혼(→콘헤드) / 도널드 R. 디치코 역
- 제인 커틴 - 프라이맷 클로혼(→콘헤드) / 메리 마거릿 라우니 역
- 미셸 버크 - 코니 클로혼/콘헤드 역
- 마이클 매키언 - INS 부국장 고먼 시들링 역
- 데이비드 스페이드 - INS 요원 일라이 턴불 역
- 크리스 팔리 - 로니 브래드퍼드 역
- 신배드 - 오토 역
- 마이클 리처즈 - 아널드 역
- 에디 그리핀 - 레이먼드 역
- 필 하트먼 - 말랙스 잰스트롬 역
- 애덤 샌들러 - 카마인 와이너 역
- 제이슨 알렉산더 - 래리 파버 역
- 리사 제인 퍼스키 - 리사 파버 역
- 데이브 토머스 - 하이마스터 역
- 러레인 뉴먼 - 라타 역
- 개릿 모리스 - 선장 역
- 드루 케리 - 매니 맨슨 역
- 케빈 닐런 - 케빈 역
- 잰 훅스 - 글래디스 존슨 역
- 파커 포지 - 스테퍼니 역
- 조이 로런 애덤스 - 크리스티나 역
- 줄리아 스위니 - 교장 이바 스위니 역
- 엘런 디제너러스 - 코치 로자 스콧 역
- 팀 메도스 - 유죄 선고를 받은 콘헤드 1 역
- 윕 허블리 - F-16 조종사 역
- 존 러비츠 - 루돌프 치과의사 역 (크레디트 미기재)
- 톰 아널드 - 토미 역 (크레디트 미기재)

## 기타 제작진
- 공동 제작: 바너비 톰프슨
- 협력 제작: 케빈 마시
- 배역: 로라 케네디
- 미술: 그레그 폰세이카
- 의상: 마리 프랜스

## 우리말 녹음
MBC 성우진
- 이철용 - 벨다 (댄 애크로이드)
- 이미자 - 프라이맷 (제인 커틴)
- 송준석 - 카마인 (애덤 샌들러)
- 박선영 - 코니 (미셸 버크)
- 신성호 - 시들링 (마이클 매키언)
- 김호성 - 턴불 (데이비드 스페이드)
- 전임복 - 글래디스 (잰 훅스)
- 이상범 - 콘 황제
- 김용준 - 오토 (신배드)
- 오주연 - 리사 (리사 제인 퍼스키)
- 최한 - 래리 (제이슨 알렉산더)
- 이상훈 - 말랙스 (필 하트먼)
- 고성일 - 코드리 (시시르 쿠룹)
- 방성준 - 로니 (크리스 팔리)
- 정재헌 - 론 (토드 서스먼)
- 김두희 - 본즈
- 양준건 - 교환원
- 이민하 - 교장 (줄리아 스위니)
- 한경화 - 코치 (엘런 디제너러스)